# Анархосиндикализам
Анархосиндикализам је један од праваца анархизма чији је циљ укидање државе путем генералног штрајка и остваривање радничке самоуправе директном акцијом, путем заузимања фабрика.